# Музей Вьетнамской революции
Музей Вьетнамской революции (вьет. Viện Bảo tàng Cách mạng Việt Nam) — музей национально-освободительного движения вьетнамского народа, расположенный в столице республики Вьетнам Ханое.
Инициатива создания музея Вьетнамской революции была утверждена на Секретариате Центрального комитета Коммунистической партии Демократической Республики Вьетнам в сентябре 1958 года. По решению ЦК КПВ экспозиция музея, образованная четырьмя тематическими разделами и планировавшаяся быть посвящённой культурной, социальной и политической истории Вьетнама с древнейших времён до современности, должна была разместиться в 30 залах. Однако впоследствии в состав расположенной в четырёх тематических разделах экспозиции музея вошли материалы, целиком посвящённые национально-освободительной борьбе вьетнамского народа за независимость с момента нападения судов французского флота под командованием Шарля Риго де Женуйи на город Дананг в 1858 году и до наших дней.
Торжественное открытие музея произошло 5 января 1959 года, в ходе которого его посетили Председатель ЦК КПВ Хо Ши Мин и премьер-министр государства Фам Ван Донг, записавший в почётной книге его посетителей:
«Открытие музея является победой, имеющей важное значение для вьетнамского народа в процессе трудной, мужественной и победоносной революционной борьбы».